# Comisión de Constitución, Legislación, Justicia y Reglamento del Senado de Chile
La Comisión de Constitución, Legislación, Justicia y Reglamento del Senado de Chile, corresponde a una de las comisiones permanentes del Senado de Chile, en la cual, cinco senadores formulan proyectos de ley referentes al tema del cual trata la comisión, en este caso, las políticas de funcionamiento interno del Congreso Nacional, del gabinete de Estado, del Poder Judicial, los procedimientos y legislaciones interiores del Estado, procedimientos constitucionales, deben velar por el buen funcionamiento de las leyes y el respeto a la Constitución, mociones que luego ser presentados en la sesión plenaria del Senado para su aprobación o rechazo de todos los senadores.

## Historia
Esta comisión se formó en 1855 bajo el nombre de Comisión de Constitución y Legislación, asumiendo las materias de Reglamento en 1861. Las temáticas referidas a Justicia se adhirieron a la comisión recién en 1925, tras la promulgación de la nueva Constitución, estando conformada entonces la comisión tal como se mantuvo hasta la actualidad.[cita requerida]

## Integrantes
En el período legislativo 2022, la comisión está integrada por:
| Miembro              | Partido Político |
| -------------------- | ---------------- |
| Matías Walker        | Demócratas       |
| Alfonso de Urresti   | PS               |
| Pedro Araya Guerrero | Ind.             |
| Rodrigo Galilea      | RN               |
| Luz Ebensperger      | UDI              |
| Preside la comisión  |                  |